# L'Enfance de Nikita

L'Enfance de Nikita (ou La Singulière aventure de Nikita Rochtchine) est un court roman russe écrit par l'écrivain Alexis Tolstoï. Il paraît en russe à Paris en 1921 alors que l'écrivain y est en exil.
Cette singulière aventure évoque la guerre civile en Russie que la révolution soviétique déclencha en 1917 et qui fera fuir à l'étranger de nombreux nobles et propriétaires terriens dont faisait partie Alexis Tolstoï. Mais c'est surtout pour défendre le temps de l'enfance, « quand on n'est en rien responsable de ce qui arrive » et inspiré par son fils Nikita Tolstoï que l'auteur a imaginé « le plus petit roman jamais écrit ». Ce texte est resté inédit jusqu'à ce que la curiosité du traducteur Paul Lequesne ne lui redonne vie.

## Résumé, quatrième de couverture
Après avoir vécu ses neuf premières années sans contraintes à la campagne, Nikita doit quitter le domaine familial pour s'inscrire à l'école et habiter à Moscou chez une tante revêche, malgré un nom plutôt évocateur de paysage extraordinaires, Varvara Afrikanova... Qu'il est dur de grandir... Nikita éprouve rapidement le désir de vivre autrement. Un événement pourrait-il inverser le cours des choses ? La révolution qui éclate en 1917 semble miraculeusement répondre à son espoir. Mais les coups de feu, la fuite vers le Sud, la rencontre avec un grand de quatorze ans, armé jusqu’au dents et aux allures décidées, puis le sauvetage de son propre père, rendront toujours plus vif l'attrait d'une belle et lointaine Afrique rêvée.

## Personnages
- Nikita Rochtchine
- Alexeï Alexeïévitch Rochtchine, père de Nikita
- Vassili Tyrkine : il se présente comme un ancien membre du « bataillon de choc » et rencontre Nikita à 14 ans
- Zavertkine : les trois compagnons trouvent refuge chez lui
- Varvara Afrikanova, tante de Nikita.